# Meridiano 85 este
El meridiano 85 este de Greenwich es una línea de longitud que se extiende desde el Polo Norte atravesando el Océano Ártico, Asia, el Océano Índico, el Océano Antártico y la Antártida hasta el Polo Sur.
El meridiano 85 este forma un gran círculo con el meridiano 95 oeste.

## De Polo a Polo
Comenzando en el Polo Norte y dirigiéndose hacia el Polo Sur, este meridiano atraviesa:
| Coordenadas                      | País, territorio o mar | Notas                                                     |
| -------------------------------- | ---------------------- | --------------------------------------------------------- |
| 90°0′N 85°0′E / 90.000, 85.000   | Océano Ártico          | Mar de Kara                                               |
| 81°8′N 85°0′E / 81.133, 85.000   | Mar de Kara            |                                                           |
| 74°35′N 85°0′E / 74.583, 85.000  | Rusia                  | Islas Plavnikovyye                                        |
| 74°17′N 85°0′E / 74.283, 85.000  | Mar de Kara            |                                                           |
| 73°42′N 85°0′E / 73.700, 85.000  | Rusia                  |                                                           |
| 50°3′N 85°0′E / 50.050, 85.000   | Kazajistán             | Durante unos 6 km                                         |
| 50°0′N 85°0′E / 50.000, 85.000   | Rusia                  | Durante unos 11 km                                        |
| 49°54′N 85°0′E / 49.900, 85.000  | Kazajistán             |                                                           |
| 46°55′N 85°0′E / 46.917, 85.000  | China                  | Xinjiang Tíbet                                            |
| 28°36′N 85°0′E / 28.600, 85.000  | Nepal                  |                                                           |
| 26°54′N 85°0′E / 26.900, 85.000  | India                  | Bihar Jharkhand Orissa                                    |
| 19°19′N 85°0′E / 19.317, 85.000  | Océano Índico          |                                                           |
| 60°0′S 85°0′E / -60.000, 85.000  | Océano Antártico       |                                                           |
| 66°21′S 85°0′E / -66.350, 85.000 | Antártida              | Territorio Antártico Australiano, reclamado por Australia |